# Administrator systemów komputerowych

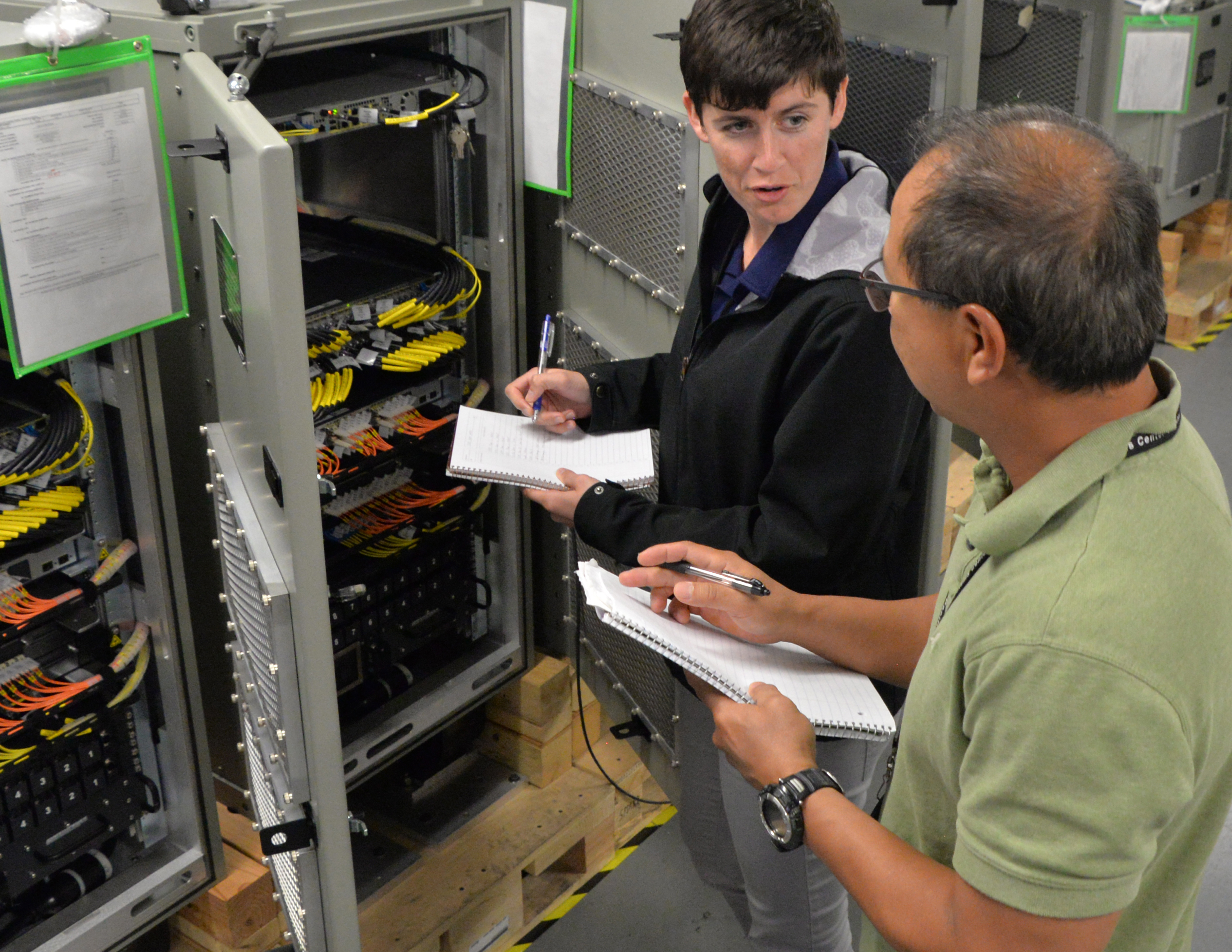
Administratorzy systemów komputerowych przy szafach serwerowych

Administrator systemów komputerowych (łac. administrator „zarządca”), żargonowo sysadmin (ang. system administrator) – informatyk zajmujący się zarządzaniem systemem informatycznym i odpowiadający za jego sprawne działanie.
Wyróżnić można administratorów między innymi:
- aplikacji,
- baz danych,
- kopii bezpieczeństwa,
- sieci LAN/WAN,
- systemów operacyjnych (serwerów).

## Zadania
Do typowych zadań administratora należy nadzorowanie pracy powierzonych systemów, zarządzanie kontami i uprawnieniami użytkowników, konfiguracja systemów, instalowanie i aktualizacja oprogramowania, dbanie o bezpieczeństwo systemu i danych w systemach, nadzorowanie, wykrywanie i eliminowanie nieprawidłowości, asystowanie i współpraca z zewnętrznymi specjalistami przy pracach instalacyjnych, konfiguracyjnych i naprawczych, dbanie o porządek (dotyczy w szczególności forów internetowych) itp. Ważnym elementem jest też tworzenie dokumentacji zmian wprowadzanych w systemach mających bezpośredni wpływ na jego funkcjonalność.
Ze względu na zakres obowiązków, specjalistyczna wiedza typowego administratora może wykraczać poza znajomość administracji powierzonego mu oprogramowania lub sieci, i dotyczyć pogranicza takich kategorii jak m.in.: elektronika, znajomość wielu różnych języków programowania, kryptografia i kryptoanaliza.
Z racji wykonywanych obowiązków i dostępu do danych wrażliwych administrator w swojej pracy powinien kierować się zasadami zgodnymi z etyką i obowiązującym prawem komunikacji elektronicznej.

## Uprawnienia
Aby móc pełnić swoje funkcje, administrator zwykle posiada w danym systemie konto o bardzo wysokich uprawnieniach (często w systemach administratorzy nie mogą nadawać i zabierać uprawnień administratora innym użytkownikom).
Przeważnie administrator nie zna haseł zwykłych użytkowników, ale ma możliwość ich zmiany. Może też zwykłym użytkownikom nadawać oraz odbierać poszczególne uprawnienia. W zależności od systemu operacyjnego lub aplikacji oraz metody uwierzytelniania są sytuacje, w których nawet administrator nie posiada wiedzy o konkretnym haśle lub mechanizm nie pozwala mu go zmienić. Może za to je zresetować, aby użytkownik sam mógł je zmienić. W niektórych systemach operacyjnych nawet administrator nie może zmienić właściciela plików. Może za to przejąć na własność pliki innego użytkownika lub dać takie uprawnienia innemu użytkownikowi.
Z racji powierzonych funkcji administrator z przyczyn technicznych może nie występować sam, ale mieć także swoich pomocników-asystentów. W zależności od funkcji i nazwy głównego administratora, mogą się oni nazywać moderatorami, redaktorami (na blogach), operatorami, half-opami (jeśli np. główny administrator nazywa się „operatorem”), w przypadku poszczególnych skryptów forów np. junior administratorami, lub też właśnie administratorami (wtedy sam administrator nazywany jest np. „super administratorem” lub „headadminem”), i posiadają szereg przydzielonych uprawnień dobranych pod kątem specyficznych zadań do wykonania (np. wyłącznie moderowanie postów na forum, możliwość usuwania użytkowników z kanału IRC lub czatu bez możliwości nadawania innym osobom uprawnień).

## Nazwy
W systemach typu Unix konto administratora nazywa się root lub superuser (su). W systemach typu BBS administrator nazywa się SysOp. W systemach Microsoft Windows konto administratora może mieć dowolną nazwę.